# リヴィング・オン・マイ・オウン
「リヴィング・オン・マイ・オウン」（Living on My Own）は、イギリスのロックバンド・クイーンのリードヴォーカルであったフレディ・マーキュリーが1985年に発表した楽曲で、同年発売したソロアルバム『Mr.バッド・ガイ』に収録された。B面は『ラヴ・イズ・デンジャラス』
。
発売当初はさほど話題になることも無く、全英チャートでも50位を記録したのみだったが、フレディの没後2年後の1993年に発表された「ノー・モア・ブラザーズ・ミックス」というリミックスバージョン全英チャート1位を獲得した。

## ノー・モア・ブラザーズ・ミックス
フレディの死から2年後の1993年、「ノー・モア・ブラザーズ・ミックス (レディオ・ミックス)」というバージョンがリリースされ、イギリス、フランス、スペインなどでチャート1位に達し、フレディの最初のチャート1位に達したソロナンバーとなった。一方で、アメリカではこのバージョンは正式にリリースされなかった。

## パーソネル
- フレディ・マーキュリー - リードボーカル、コーラス
- コリン・ピーター - 追加制作/リミックス
- カール・ワード - 追加制作/リミックス
- サージ・ラメーカーズ - 追加制作/リミックス

## シングル収録曲

### 1985年盤
7" single
1. リヴィング・オン・マイ・オウン - Living On My Own (F.Mercury)
2. マイ・ラヴ・イズ・デンジャラス - My Love Is Dangerous (F.Mercury)

12" single
1. リヴィング・オン・マイ・オウン (エクステンデッド・ヴァージョン) - Living On My Own (Extended Version) (F.Mercury)
2. マイ・ラヴ・イズ・デンジャラス (エクステンデッド・ヴァージョン) - My Love Is Dangerous (Extended Version) (F.Mercury)

### 1993年盤
7" single
1. リヴィング・オン・マイ・オウン (レディオ・ミックス) - Living On My Own (Radio Mix) (Freddie Mercury)
2. リヴィング・オン・マイ・オウン (アルバム・ミックス) - Living On My Own (Album Mix) (Freddie Mercury)

12" single
1. リヴィング・オン・マイ・オウン (エクステンデッド・ミックス) - Living On My Own (Extended Mix) (Freddie Mercury)
2. リヴィング・オン・マイ・オウン (クラブ・ミックス) - Living On My Own (Club Mix) (Freddie Mercury)
3. リヴィング・オン・マイ・オウン (ダブ・ミックス) - Living On My Own (Dub Mix) (Freddie Mercury)
4. リヴィング・オン・マイ・オウン (L.A.ミックス) - Living On My Own (L.A. Mix) (Freddie Mercury)

CD single
1. リヴィング・オン・マイ・オウン (レディオ・ミックス) - Living On My Own (Radio Mix) (Freddie Mercury)
2. リヴィング・オン・マイ・オウン (エクステンデッド・ミックス) - Living On My Own (Extended Mix) (Freddie Mercury)
3. リヴィング・オン・マイ・オウン (クラブ・ミックス) - Living On My Own (Club Mix) (Freddie Mercury)
4. リヴィング・オン・マイ・オウン (アルバム・ミックス) - Living On My Own (Album Mix) (Freddie Mercury)

## チャート
| オリジナルバージョン (1985年)             | ピーク |
| ----------------------------------------- | ------ |
| UK シングルス (OCC)                       | 50     |
| ノー・モア・ブラザーズ・ミックス (1993年) | ピーク |
| オーストリア (Ö3 Austria Top 40)          | 2      |
| ベルギー (Ultratop 50 Flanders)           | 2      |
| デンマーク (IFPI)                         | 1      |
| ヨーロッパ (Eurochart Hot 100)            | 1      |
| フィンランド (Suomen virallinen lista)    | 6      |
| フランス (SNEP)                           | 1      |
| ドイツ (GfK Entertainment charts)         | 2      |
| ギリシャ (Pop + Rock)                     | 1      |
| アイスランド (Íslenski Listinn Topp 40)   | 1      |
| アイルランド (IRMA)                       | 1      |
| イスラエル (Israel Top-30)                | 1      |
| イタリア (Hit Parade Italia)              | 1      |
| オランダ (Dutch Top 40)                   | 2      |
| オランダ (Single Top 100)                 | 2      |
| ノルウェー (VG-lista)                     | 1      |
| スペイン (AFYVE)                          | 1      |
| スウェーデン (Sverigetopplistan)          | 1      |
| スイス (Schweizer Hitparade)              | 2      |
| UK シングルス (OCC)                       | 1      |